# 宮崎県営鉄道
宮崎県営鉄道（みやざきけんえいてつどう）は、宮崎県がかつて運営していた公営鉄道である。
路線はいずれも後に国有化され、日本国有鉄道（国鉄）妻線（1984年廃止）、日本国有鉄道・九州旅客鉄道（JR九州）日豊本線、鉄道省油津線（1941年廃止、一部改築され日本国有鉄道・九州旅客鉄道日南線）のそれぞれ一部となった。

## 歴史

### 建設開始まで
九州各県の中でも宮崎県は鉄道建設が遅れていたが、明治末年になり県内でも建設を求める声が高まり始めた。
1911年（明治44年）3月13日、有吉忠一が朝鮮総督府より転任して第13代宮崎県知事に就任すると、鉄道建設構想は一気に具体化し始める。有吉はかつて千葉県知事を務めていた際に全国初の県営鉄道となる千葉県営鉄道を建設・開業させた実績があった。有吉は前年（1910年）に公布されていた軽便鉄道法に注目し、就任した年の11月に宮崎と妻（穂北村、現在の西都市）を結ぶ軽便鉄道路線の建設について言及。翌1912年（明治45年）2月10日、宮崎 - 妻間（妻線）に加え、油津 - 飫肥間（飫肥線）について県営事業として路線免許を取得することに成功した。

### 建設と開業
元号が大正に改まった同年9月26日、妻線がまず着工された。翌1913年（大正2年）5月21日、県営軽便鉄道管理所を県庁内に設置。同年12月15日、宮崎 - 福島町（現佐土原付近、1920年廃止）間が開業した。既に鉄道院により吉松から宮崎までの鉄道が着工され、宮崎駅の駅舎は先に完成していたため、県営鉄道がその駅舎を借り受け使用する形をとった。
以後の路線延伸については妻線・日豊本線・日南線の各項目を参照されたい。

### 国有化
妻線は着工時点で既に将来の国有化を見越して国鉄と同じ1067mm軌間を採用していた。鉄道院による宮崎までの路線延伸が順調に進み、1916年（大正5年）10月25日に清武 - 青井岳間の開業で吉松から伸びてきた宮崎線が全通すると、宮崎以北への延伸工事が着工されてまもない翌1917年（大正6年）9月21日に妻線は国有化された。
飫肥線は当面他線と接続する予定がなかったこと等から762mm軌間を採用していた。昭和に入り、大隅半島に国鉄線の延伸が具体化して志布志線が延伸されてくる中で、1935年（昭和10年）7月1日に飫肥線と同線から分岐していた宮崎県営軌道線が国有化され国鉄油津線となり、宮崎県営鉄道は四半世紀近くの歴史の幕を閉じた。

## 路線

### 妻線
- 宮崎 - 福島町 - 妻
- 宮崎 - 川口（貨物支線）
- このほか、国鉄が建設した宮崎 - 清武間の宮崎線についても営業を受託していた。

### 飫肥線
- 飫肥 - 油津
  - いずれも現在のJR九州日南線の駅とは別の場所。
- 星倉 - 大藤（軌道線）

## 輸送・収支実績

### 鉄道線
| 年度 | 輸送人員（人） | 貨物量（トン） | 営業収入（円） | 営業費（円） | 営業益金（円） | その他損金（円） | 支払利子（円） | 政府補助金（円） |
| ---- | -------------- | -------------- | -------------- | ------------ | -------------- | ---------------- | -------------- | ---------------- |
| 1913 | 224,676        | 3,508          | 19,189         | 24,430       | ▲ 5,241        |                  |                |                  |
| 1914 | 570,091        | 23,934         | 74,885         | 45,390       | 29,495         | 79               |                | 24,246           |
| 1915 | 604,441        | 33,327         | 81,623         | 43,258       | 38,365         |                  |                | 35,634           |
| 1916 | 568,337        | 47,905         | 93,048         | 47,921       | 45,127         |                  |                | 25,504           |
| 1917 | 351,879        | 39,496         | 55,311         | 43,749       | 11,562         |                  |                | 12,243           |
| 1918 | 175,489        | 20,455         | 19,002         | 22,960       | ▲ 3,958        |                  |                | 9,901            |
| 1919 | 206,549        | 16,888         | 23,713         | 29,481       | ▲ 5,768        | 雑損1,177        | 9,667          | 9,465            |
| 1920 | 235,636        | 16,460         | 30,449         | 31,252       | ▲ 803          |                  | 9,667          | 9,828            |
| 1921 | 187,141        | 12,105         | 33,011         | 34,351       | ▲ 1,340        |                  |                |                  |
| 1922 | 210,967        | 9,342          | 34,198         | 30,991       | 3,207          |                  |                |                  |
| 1923 | 221,253        | 6,316          | 33,293         | 30,918       | 2,375          |                  |                | 3,757            |
| 1924 | 209,076        | 5,141          | 29,918         | 25,581       | 4,337          |                  |                |                  |
| 1925 | 203,075        | 4,877          | 27,034         | 25,017       | 2,017          |                  |                |                  |
| 1926 | 190,654        | 3,313          | 24,686         | 24,735       | ▲ 49           | 雑損1,093        |                |                  |
| 1927 | 184,930        | 2,739          | 24,460         | 24,167       | 293            |                  |                |                  |
| 1928 | 174,661        | 3,315          | 22,807         | 21,041       | 1,766          |                  |                |                  |
| 1929 | 197,732        | 1,760          | 25,302         | 23,874       | 1,428          |                  |                |                  |
| 1930 | 192,650        | 1,228          | 23,990         | 23,128       | 862            |                  |                |                  |
| 1931 | 196,444        | 926            | 24,012         | 25,317       | ▲ 1,305        | 雑損123          |                |                  |
| 1932 | 165,755        | 4,266          | 21,990         | 23,167       | ▲ 1,177        | 雑損586          |                |                  |
| 1933 | 175,470        | 7,706          | 23,209         | 22,428       | 781            |                  |                |                  |
| 1934 | 177,193        | 11,269         | 25,523         | 20,080       | 5,443          |                  |                |                  |
| 1935 | 48,359         | 3,744          | 6,257          | 7,111        | ▲ 854          |                  |                |                  |

### 軌道線
| 年度 | 貨物量（トン） | 営業収入（円） | 営業費（円） | 営業益金（円） | その他損金（円） | 支払利子（円） |
| ---- | -------------- | -------------- | ------------ | -------------- | ---------------- | -------------- |
| 1932 | 2,499          | 1,773          | 4,271        | ▲ 2,498        |                  | 2,405          |
| 1933 | 6,256          | 4,737          | 5,261        | ▲ 524          |                  | 3,118          |
| 1934 | 9,749          | 7,451          | 5,259        | 2,192          | 雑損257          | 3,038          |
| 1935 | 3,359          | 2,527          | 1,801        | 726            |                  |                |

- 鉄道院年報、鉄道院鉄道統計資料、鉄道省鉄道統計資料、鉄道統計資料、鉄道統計各年度版

## 車両

### 妻線
- 蒸気機関車 いずれも鉄道院より払下げを受けたもの[4]
  - 130 - 旧鉄道院130形蒸気機関車(130)
  - 140 - 旧鉄道院140形蒸気機関車(140)
  - 1001 - 旧鉄道院1000形蒸気機関車(1001)
- 客車 南海鉄道より電化により余剰となった木製2軸客車5両を購入した。
  - ロ1→ロハ1（南海ろ17、買収後国鉄ロハ901）、ハ1（南海は35、国鉄ハ2640）ハ2（南海は36、国鉄フハ2641）ハ3（南海は37、国鉄フハ2642）ハブ1（南海に6、国鉄ニ4395）

### 飫肥線
開業時に南満州鉄道から、改軌により不要になった安奉線の車両（蒸気機関車、客車、貨車）を譲り受けている。
軌道線用には「*」を付す。
- 蒸気機関車
  - ヲ1, ヲ2 - 買収後ケ290形（ケ290, ケ291）
- ガソリン機関車
  - *1 - 買収後ケDB10形（ケDB10）
  - *2 - 買収後ケDB11形（ケDB11）
- 気動車
  - ヲジ1, 3 - 買収後ケキハ550形(550, 551)
  - ヲジ2 - 買収後ケキハ520形(520)
- 客車（買収後形式）木製ボギー客車。元安奉線の車両で南満州鉄道時代に貨車から改造している。汽車製造1905年製。
  - ケコハ400形(400 - 402) - 買収前はヲハ1 - 3 後に魚沼線で使用。
  - ケコユニ860形(860)
- 貨車（買収後形式）
  - ケワ40形(43)
  - ケワフ100形(102 - 104)
  - ケチ50形(50)
  - ケチ100形(100 - 104)
  - *ケチ350形(350 - 369)